# Aventure en Irlande

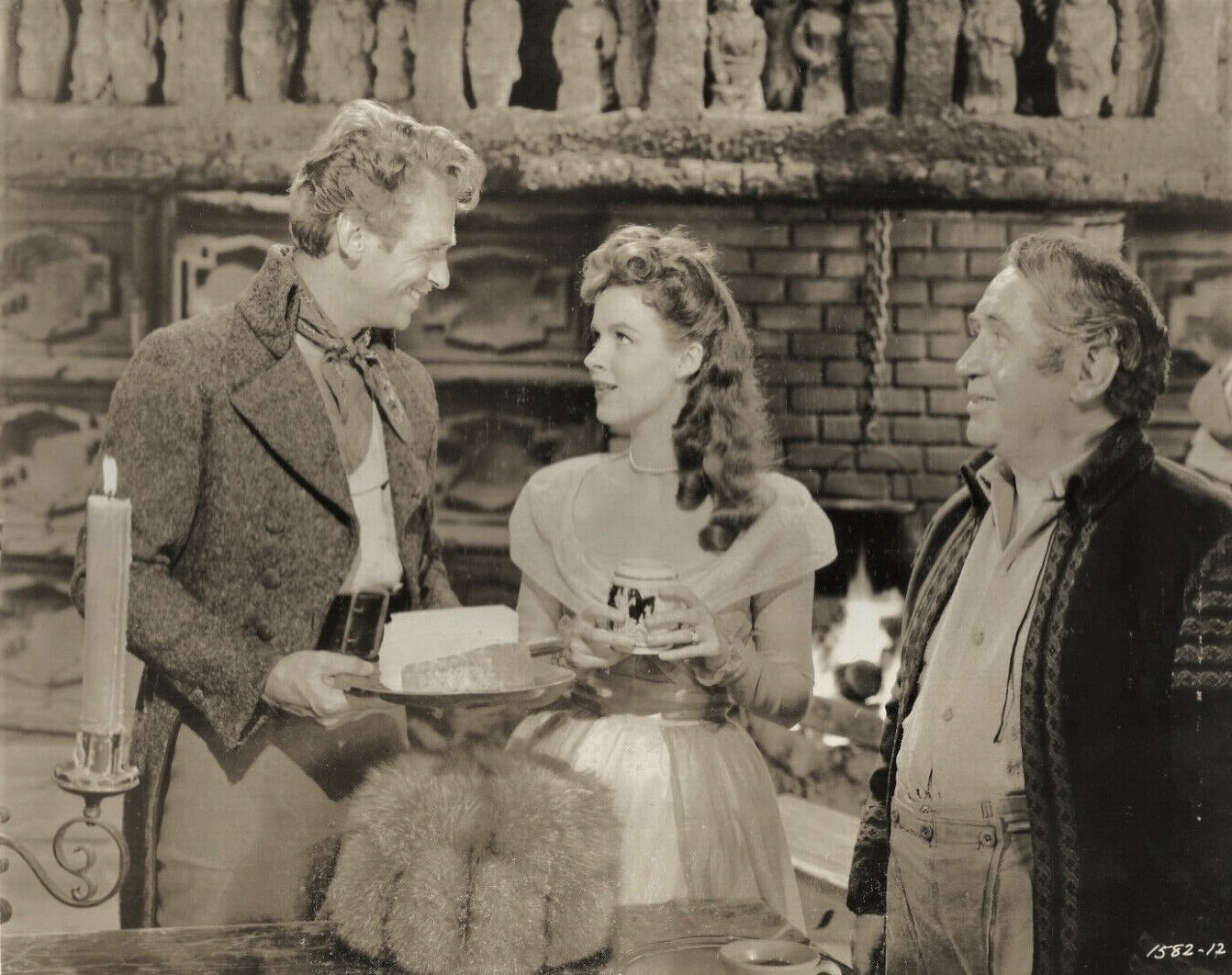
Photo extraite du film, avec Douglas Fairbanks Jr., Helena Carter et Tom Moore.

Aventure en Irlande (The Fighting O'Flynn) est un film américain d'aventures réalisé par Arthur Pierson et sorti en 1949.

## Synopsis
Vers la fin du XVIIIe siècle, la grande armée de Napoléon navigue vers les côtes irlandaises. Le poète et combattant de la liberté "The O'Flynn" retourne au château où il est né, lorsqu'il croise une calèche détournée par des voleurs. Le chef des hors-la-loi est un homme nommé Hendrigg. Le vol échoue grâce aux efforts d'O'Flynn. Il invite la passagère, Lady Benedetta, à se réfugier dans son château.
Lady Benedetta accepte de répondre à l'invitation de l'élégant O'Flynn, qui est parti en avance pour préparer le château. Quand O'Flynn arrive au château, Dooley l'attend pour dettes impayées. O'Flynn s'en sort en parlant à l'homme d'un trésor enfoui à l'intérieur du château.

## Fiche technique
- Réalisation : Arthur Pierson
- Assistant réalisateur : John Waters
- Scénario : Douglas Fairbanks Jr., Robert Thoeren d'après le roman et la pièce The O'Flynn de Justin Huntly McCarthy
- Producteur : Douglas Fairbanks Jr.
- Photographie : Arthur Edeson
- Montage : Russell F. Schoengarth
- Musique : Frank Skinner
- Production : Fairbanks Company
- Genre : Romance, aventure[1], comédie dramatique[2]
- Distributeur : Universal Pictures
- Durée : 93 minutes
- Date de sortie :
  - États-Unis : 22 février 1949

## Distribution
- Douglas Fairbanks Jr. : The O'Flynn
- Helena Carter : Lady Benedetta
- Richard Greene : Lord Philip Sedgemonth
- Patricia Medina : Fancy Free
- Arthur Shields : Dooley
- J.M. Kerrigan : Timothy
- Ludwig Donath : Hendrigg
- Lumsden Hare : the viceroy
- Otto Waldis : General van Dronk
- Henry Brandon : Lt. Corpe
- Harry Cording : Pat
- John Doucette a: Jack
- Patrick O'Moore : Major Steele
- Al Ferguson : Footman (non crédité)